# مشرفة أرجل
مشرفة أرجل قرية سوريّة تتبع إداريّاً لمحافظة حلب منطقة جبل سمعان ناحية تل الضمان، بلغ تعداد سكانها 258 نسمة حسب التعداد السكاني لعام 2004.